# Pfarrkirche Magdalenaberg

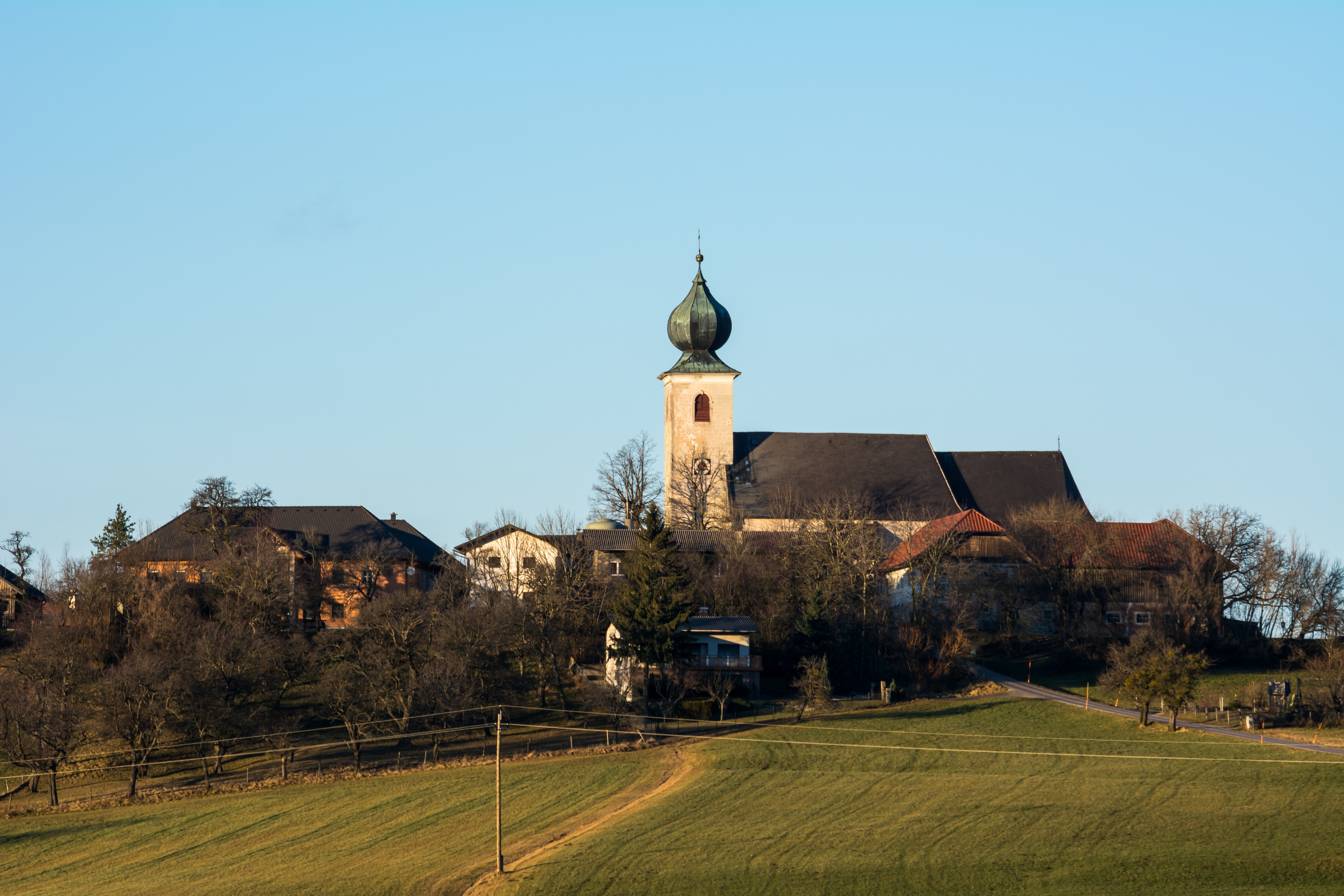
Katholische Pfarrkirche hl. Maria Magdalena in Magdalenaberg

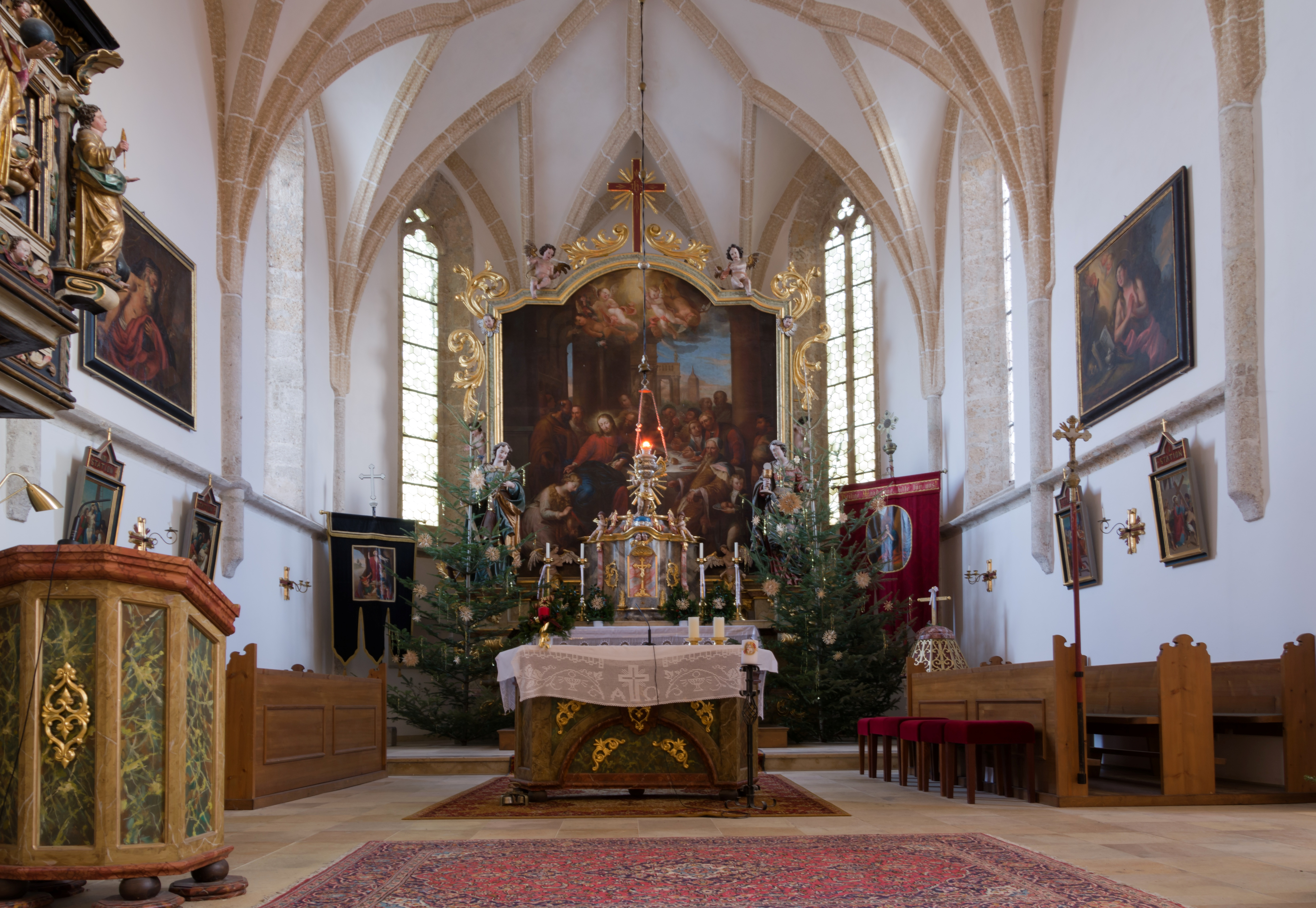
Innenansicht

Die römisch-katholische Pfarrkirche Magdalenaberg steht in der Ortschaft Magdalenaberg in der Gemeinde Pettenbach im Bezirk Kirchdorf in Oberösterreich. Sie ist der heiligen Maria Magdalena geweiht und gehört zum Dekanat Pettenbach in der Diözese Linz. Das Bauwerk steht unter Denkmalschutz (Listeneintrag).

## Lagebeschreibung
Die Kirche steht erhöht über dem Ort an der Adresse Magdalenaberg 1a. Nordseitig schließt der Friedhof an.

## Geschichte
Die Kirche wurde um 1500 erbaut.

## Kirchenbau

### Kirchenäußeres
Die Kirche hat einen Westturm mit Zwiebelhelm. Auf dem Südportal, auf dem die Jahreszahl „151.“ steht, und am gotischen Nordportal sind an den Türen gotische Beschläge. Beide Portale haben Vorhallen. Südlich des Chores schließt die zweijochige Kreuzkapelle von 1685 an die Kirche an.

### Kircheninneres
Die Kirche hat ein zweischiffiges, fünfjochiges Langhaus. Der spätgotische zweijochige Chor mit 5/8-Schluss ist netzrippengewölbt. Die interessanten, später als die Mauern und Pfeiler des Langhauses ausgeführten Renaissance-Gewölbe des Langhauses sind kreuzgewölbt. Das Gewölbe ist mit stuckierten Graten und Feldern aus der zweiten Hälfte des 16. Jahrhunderts versehen.

### Ausstattung
Der Hochaltar stammt aus dem Jahr 1713. Das Altarbild malte Andreas Steeger. Die Seitenaltäre mit Knorpelwerk sind von 1653. Die Kanzel stammt aus dem Jahr 1674. Aus dem ersten Viertel des 18. Jahrhunderts stammt das versilberte barocke Kruzifix. Im Langhaus hängen drei barocke Gemälde. Eines ist ein Vesperbild, eines zeigt die heilige Maria Magdalena und eines den heiligen Hieronymus. Die Bilder wurden Anfang des 18. Jahrhunderts gemalt. Eine kleine Muttergottesstatue stammt vom Anfang des 18. Jahrhunderts. Der Altar der Kreuzkapelle entstand aus Teilen aus dem 17. Jahrhundert.